# Méthoserpidine
La méthoserpidine est un médicament antihypertenseur proche de la réserpine.

## Structure chimique
La méthoserpidine a une structure quasi identique à la réserpine, la seule différence étant la position du groupe méthoxyle sur le carbone 10 (position para par rapport à l'azote de la partie indole) au lieu du carbone 11 (position méta).